# Carcharodus alceae
Carcharodus alceae är en fjärilsart som beskrevs av Eugen Johann Christoph Esper 1780. Carcharodus alceae ingår i släktet Carcharodus och familjen tjockhuvuden. Inga underarter finns listade i Catalogue of Life.

## Bildgalleri

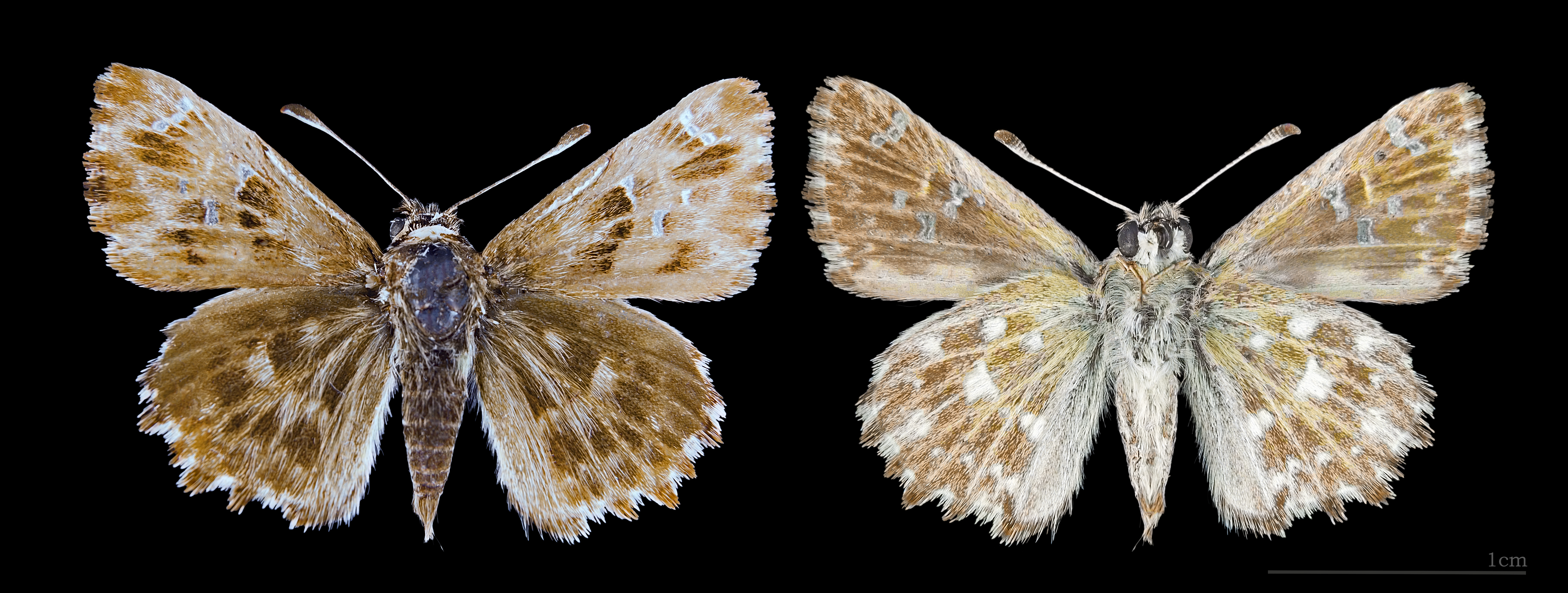
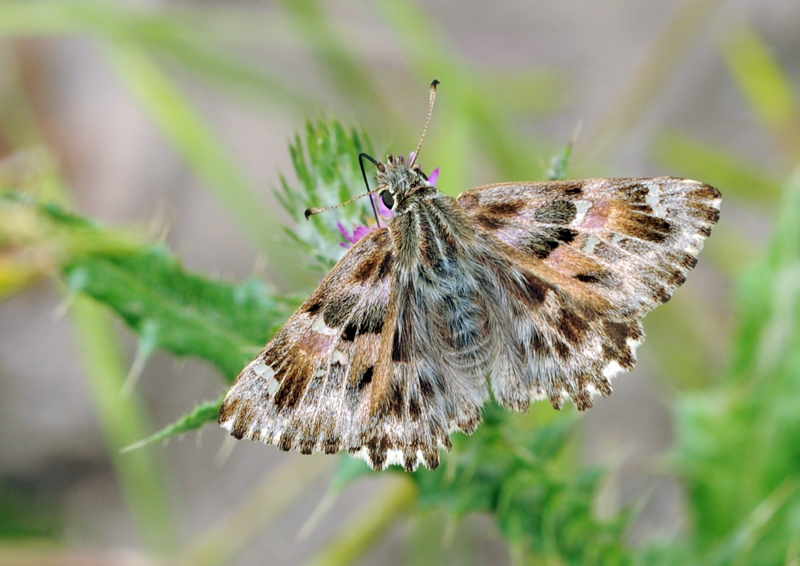
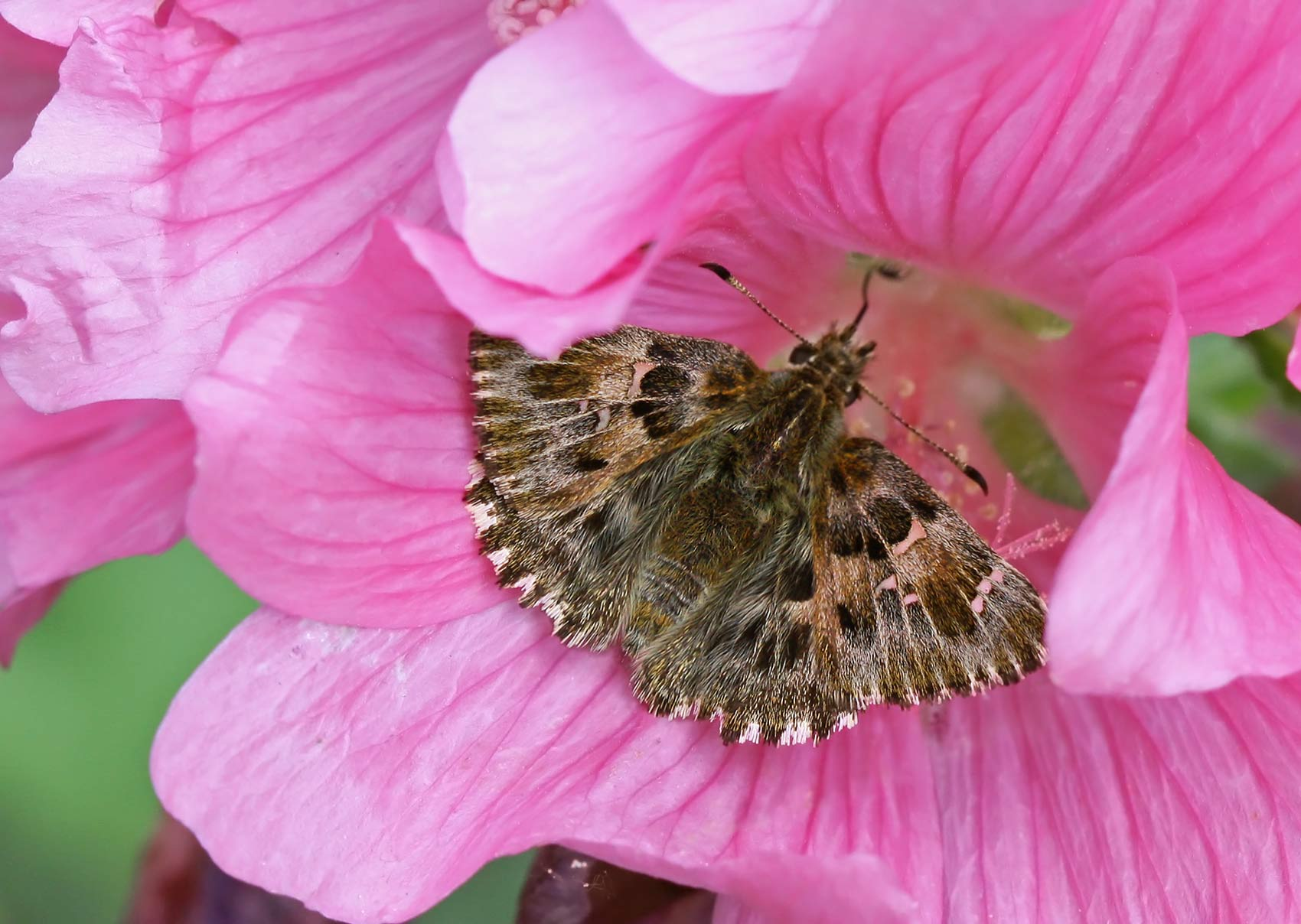
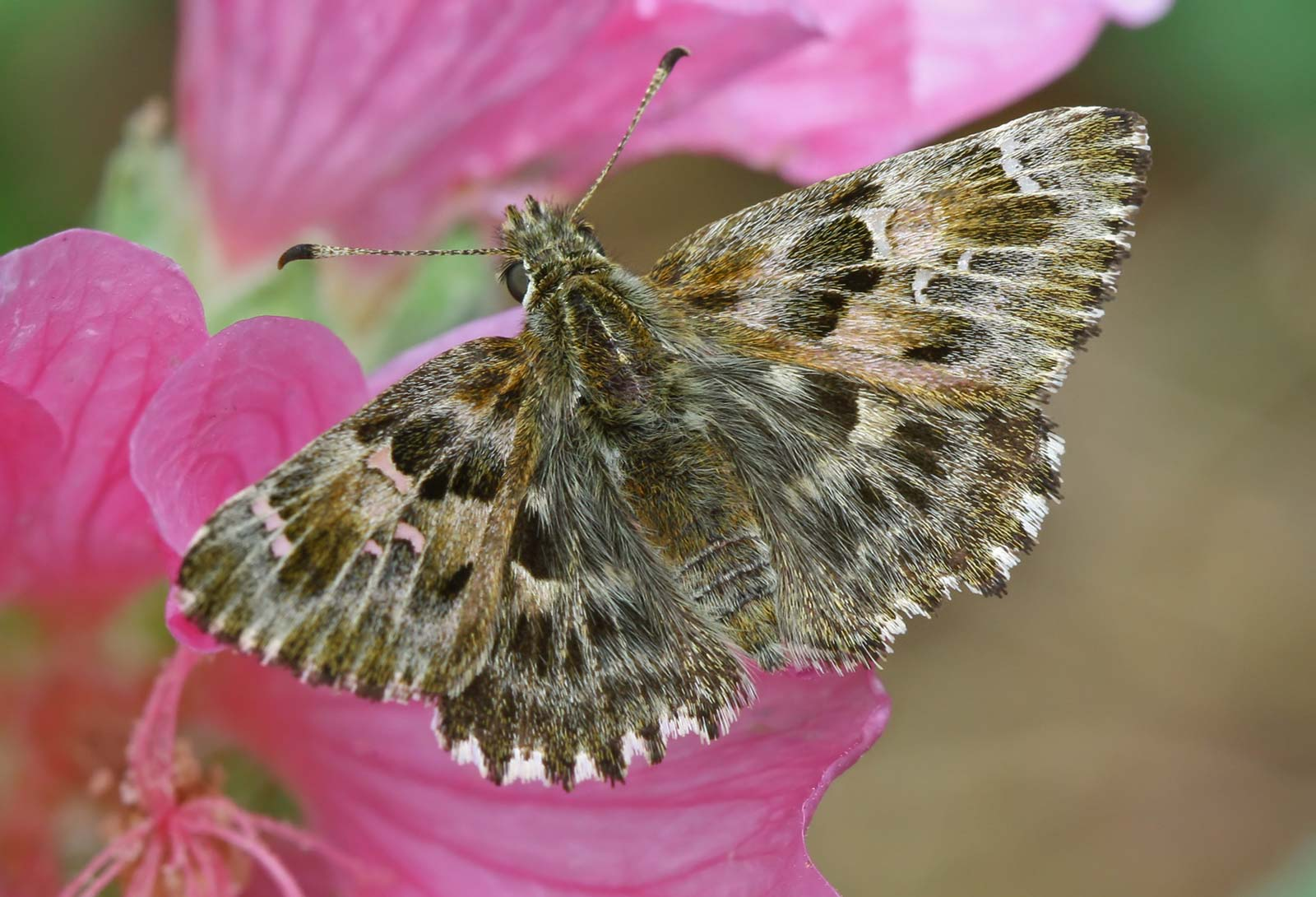
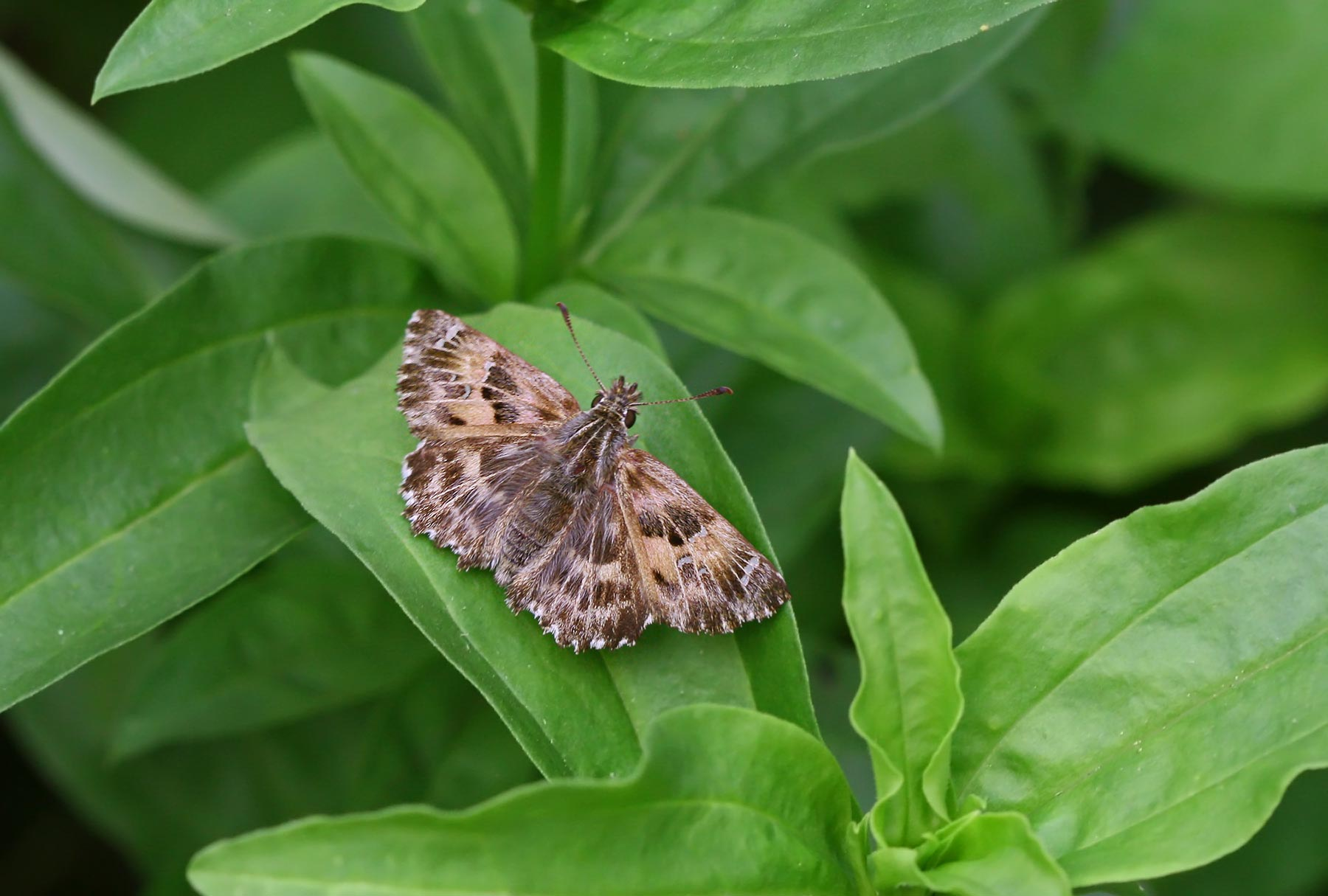
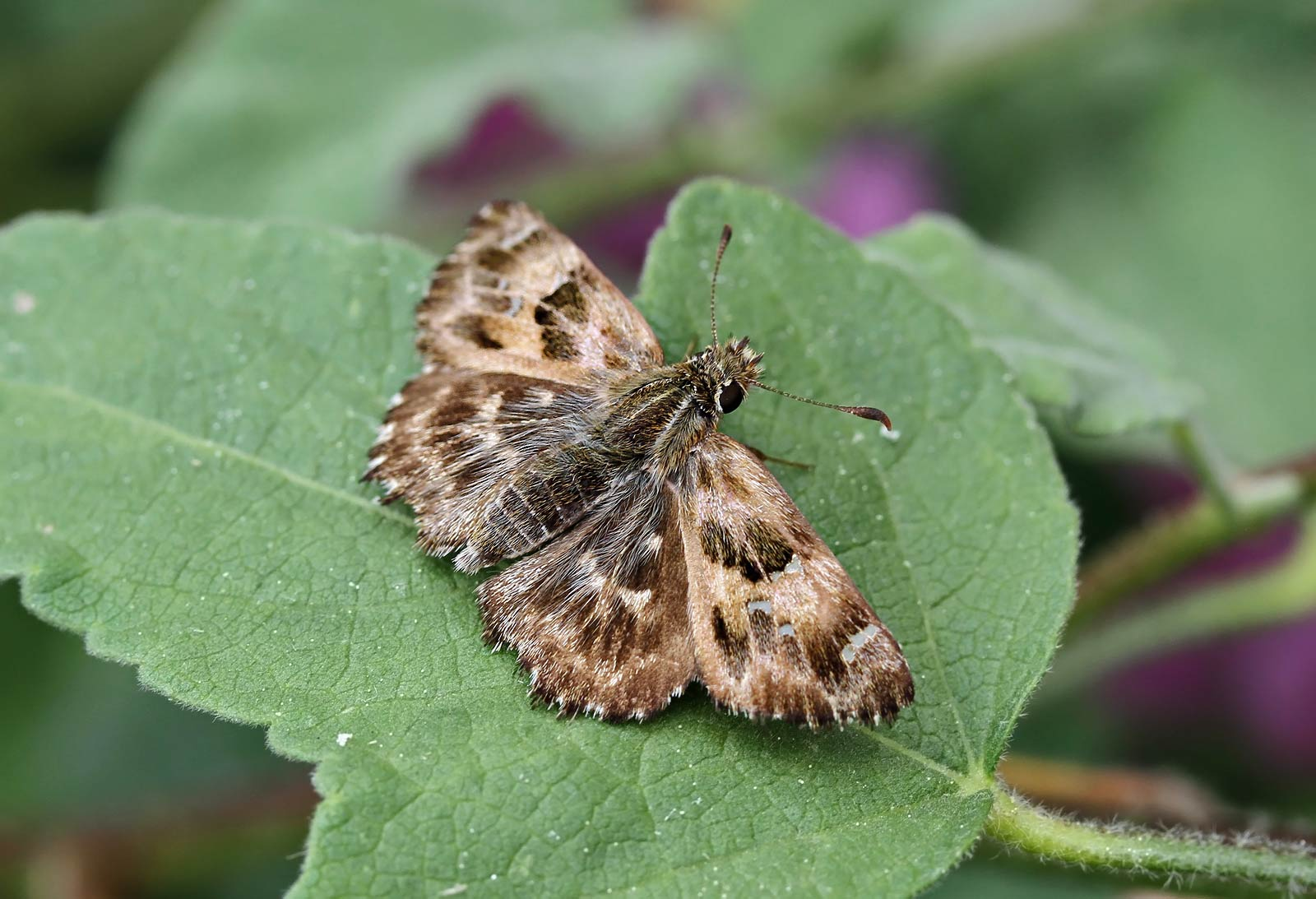